# Liste von Schriften gegen Häretiker
Dies ist eine Liste von Schriften gegen Häretiker. Den Schwerpunkt der Liste bilden die christlichen Häresien. Kirchenlehrer wie Irenäus, Tertullian, Hippolytus und Cyprian beispielsweise haben explizit Schriften gegen Häretiker und deren Häresien verfasst.

## Antike
- Irenaeus, Adversus haereses
- Tertullianus, Adversus Hermogenem
- Tertullianus, Adversus Marcionem
- Tertullianus, Adversus Praxeam
- Dissertatio ad synodos in causa baptismi haereticorum (PL Bd. 3)
- Epiphanius, Panarion (PG Bd. 42; Panarionis excerpta)
- Hieronymus, Contra Pelagianos (PG Bd. 23)
- Hippolytus, Refutatio omnium haeresium
- Filastrius, Diversarum haereseon liber
- Augustinus, De haeresibus (Versio interretialis)
- Maruthas, De sancta Synodo Nicaena
- Disputationes Photini Manichaei cum Paulo Christiano (PG Bd. 88)
- Propositiones adversus Manichaeos (PG Bd. 88)

## Mittelalter
- Alanus de Insulis, De fide catholica contra haereticos (PL Bd. 210 coll. 305–430)
- Anselmus de Alexandria, Tractatus de haereticis
- Nicolás Aymerich (um 1320 – 1399), Directorium Inquisitorium
- Bernardus Fontis Calidi, Adversus Waldenses (PL Bd. 204)
- Bernardus Guidonis, Liber sententiarum Inquisitionis Tolosanae
- Bernardus Guidonis, Practica Inquisitionis haereticae pravitatis
- Bonacursus, Manifestatio haeresis Catharorum (PL Bd. 204)
- Brevis summula (13. Jhd.)
- Cosmas, Слово на еретикы препрѣніе ("Tractatus contra haereticos")
- De haeresi Catharorum in Lombardia
- Durandus Oscensis, Liber antihaeresis
- Durandus Oscensis, Liber contra Manichaeos
- Ebrardus Bethuniensis, Contra Valdenses
- Ekkebertus Schonaugiensis, Sermones contra Catharos (PL Bd. 195)
- Ermengaudus Baeterrensis, Contra haereticos (PL Bd. 204)
- Euthymius Periblepti, Liber invectivus (PG Bd. 131)
- Euthymius Periblepti, Epistula contra Phundagiagitas sive Bogomilos (G. Ficker, Die Phundagiagiten, Leipzig 1908)
- Euthymius Zigabenus, De haeresi Bogomilorum narratio (Ficker, 1908)
- Euthymius Zigabenus, Panoplia dogmatica (PG Bd. 130)
- Georgius, Disputatio inter Catholicum et Paterinum haereticum
- Hugo Eterianus, Contra Patarenos
- Iacobus de Capellis, Summa contra haereticos
- Moneta Cremonensis, Adversus Catharos et Valdenses
- Nicetas Choniates, Thesaurus orthodoxae fidei
- Petrus Siculus, Historia Manichaeorum
- Rainerius Sacconi, Summa de Catharis (Versio)
- Summula contra haereticos (BNF Ms. Doat XXXVI und Bibl. munic. de Toulouse 379) (Textus)
- Theophylactus Lecapenus, "Epistula de haereticis"
- Vacarius, De haeresia Hugonis Speroni